# 天野節
天野 節（あまの みさお、1911年2月10日 - 没年不明）は、日本の洋画家。徳島県麻植郡美郷村（現吉野川市）出身。徳島県師範学校卒業。
日本色彩学会名誉会員。奉天省美術展特選、新世紀美術展大内賞、徳島県出版文化賞などを受賞。

## 著書
- 『色名綜覧 和色1800余 外来色 グラフ表』（錦光出版、1980年）
- 『シベリア抑留絵日記』（原田印刷出版、1990年）